# Quartier du Combat
Das Quartier du Combat ist das 76. der 80 Quartiers (Stadtviertel) von Paris im 19. Arrondissement.

Die Stadtviertel im 19. Arrondissement

## Lage
Der Verwaltungsbezirk im 19. Arrondissement von Paris wird von folgenden Straßen begrenzt:
- Nordwesten: Rue de Meaux
- Nordosten: Rue de Crimée
- Osten: Rue des Fêtes
- Süden: Rue de Belleville
- Südosten: Boulevard de la Villette

## Namensursprung

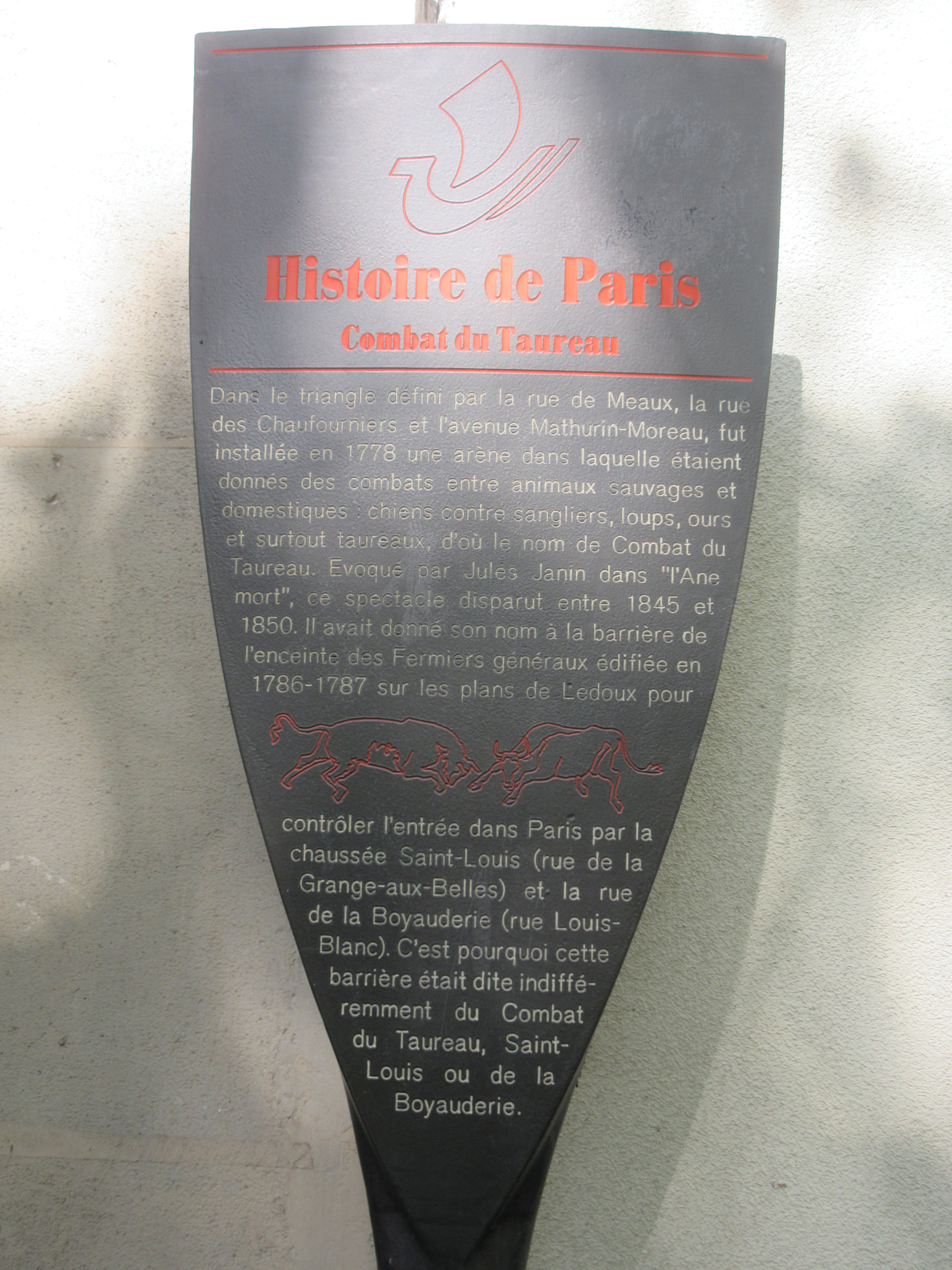
Pariser Informationstafel
«Combat du Taureau»

Der «Place du Combat», der 1945 in Place du Colonel Fabien umbenannt wurde, ist der westliche „Eingang“ des Stadtviertels.

## Geschichte
Von 1781 bis 1833 wurden hier Tierkämpfe veranstaltet. In einer Manege aus Holz wurden Kämpfen zwischen Hunde und Kampfstiere, Hunde und Wildschweine oder ähnliche Paarungen vorgeführt. Das Dekret zum Verbot von Tierkämpfen in Paris stammt aus dem Jahr 1833, wie damalige Journalist Alfred Delvau in seiner Histoire anecdotique des Barrières de Paris (1865) feststellt.
An diesem Platz war auch die Barrière du Combat in der Mauer der Generalpächter. Er war jedoch als Zirkel so angelegt, dass der blutige Zirkus außerhalb der Stadt lag.
Bis zur Regierungszeit Louis XIII. lag der am wenigsten angenehmen Ort von Paris wohl in dem Dreieck der Straßen Rue de Meaux,  Avenue Secrétan und Rue Sadi Lecointe: Hier stand der Gibet de Montfaucon. Da er vor dem Bau der Mauer der Generalpächter errichtet wurde, befand er sich außerhalb der Stadtmauer.

## Sehenswürdigkeiten
- Parc des Buttes-Chaumont
- Butte Bergeyre
- Siège du Parti communiste français, Place du Colonel Fabien
- Institut Saint-Serge, 93, Rue de Crimée